# Antiochrus similis
Antiochrus similis är en skalbaggsart som beskrevs av Rudolph Petrovitz 1971. Antiochrus similis ingår i släktet Antiochrus och familjen Hybosoridae. Inga underarter finns listade i Catalogue of Life.